# 佐藤信博
佐藤 信博（さとう のぶひろ）は、日本の建築家。
1973年、日本大学理工学部建築学科卒業。
1977年まで、笹川スエオ設計事務所に勤務し、1979年まで、第一工房に勤務。1987年までは都市環境計画に勤務し、1988年、佐藤信博建築設計事務所を設立する。そのかたわら福島文化学院グラフィックデザイン科で住居学の非常勤講師、桜の聖母女子短期大学住居学の非常勤講師もつとめる。
1993年、特別養護老人ホームロング・ライフ・ハイムで福島建築作品コンクール優秀賞受賞。 1996年、佐藤皮膚科医院パートIIで第1回郡山市さわやか建築文化賞最優秀賞受賞。その他代表作に、介護老人保健施設「いきがい村」、介護老人保健施設「ケアフォーラムあづま」などがある。